# Партизанський рух у Білорусі часів Другої світової війни

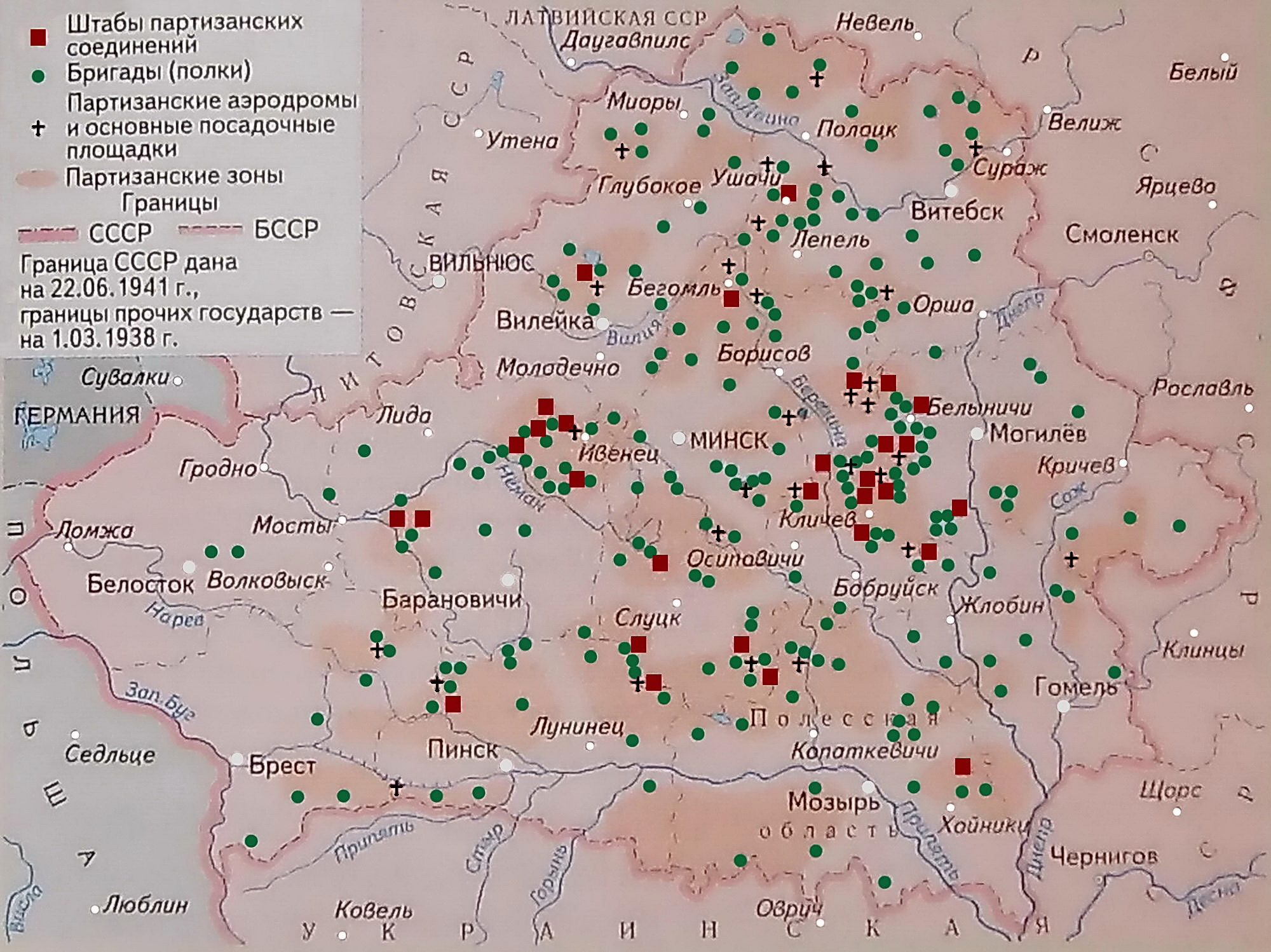
Радянські партизанські бригади та з'єднання на території БРСР (1942—1944)

Радянський партизанський рух у Білорусі — радянський партизанський рух часів Німецько-радянської війни проти німців та їхніх союзників на території БРСР у 1941—1944 роках. Основними організаторами партизанського руху були комуністи й безпартійні активісти, колишні вояки та командири Червоної Армії.
Радянський партизанський рух на території Білорусі мав, згідно з радянськими джерелами, загальнонародний характер. До кінця 1941 року в лавах партизан бились 12 000 чоловік у 230 загонах. Чисельність білоруських партизанів до завершення війни перевищувала 374 тис. чоловік. Вони були об'єднані у 1255 загонів, з яких 997 входили до складу 213 бригад і полків, а 258 загонів діяли самостійно.
Розширенню та зміцненню партизанського руху в Білорусі сприяла величезна кількість лісів, річок, озер і боліт. Ці географічні фактори ускладнювали ефективне проведення німцями каральних закладів проти партизан.
Однією з першочергових задач білоруських партизан було встановлення перешкод для підвезення німецьких підкріплень до фронту. Територією Білорусі проходили такі залізничні магістралі: Білосток-Вільнюс-Псков, Седлець-Волковиськ-Невель, Брест-Мінськ-Смоленськ, Брест-Пінськ-Гомель, Брест-Ковель, Невель-Орша-Гомель та Вільнюс-Мінськ-Гомель, загальною довжиною 5700 кілометрів. За роки війни білоруськими партизанами було підірвано понад 300 тисяч рейок та скинуто 11 128 німецьких ешелонів з живою силою та бойовою технікою.
У розвитку білоруського партизанського руху можна умовно виділити кілька етапів:
- Перший етап (червень 1941 — листопад 1942) — початковий період організації та розвитку партизанського руху
- Другий етап (листопад 1942 — грудень 1943) — період масового розвитку партизанського руху
- Третій етап (грудень 1943 — липень 1944) — заключний період партизанського руху

## Передумови
На захопленій нацистами території БРСР під окупацією опинились близько 8 мільйонів чоловік, а також 900 тисяч радянських військовополонених. Німецькою адміністрацією проводилась політика геноциду, грабежів та насильства. Все це відбувалось за німецьким планом «Ост».
Першим кроком німців стало запровадження обмежень громадянських свобод місцевого населення. Було оголошено надзвичайний стан. Все населення, яке проживало на окупованій території, підлягало обов'язковому обліку й реєстрації в місцевих адміністраціях. Заборонялась діяльність всіх організацій, а також проведення мітингів та зборів. Запроваджувався перепускний режим та діяла комендантська година. З перших днів війни німці проводили масові чистки проти представників колишньої радянської влади: убивали комуністів, комсомольців, активістів радянської влади, представників інтелігенції. З особливою жорстокістю знищувалась «расово шкідлива» частина населення: євреї, цигани, фізично та психічно хворі.
Масове знищення населення здійснювали особливі оперативні групи — айнзацгрупи, які поділялись на спеціальні та оперативні.
На території Білорусі німцями було створено 260 концентраційних табори смерті, їхніх філій та відділень. Найбільшим був Тростенецький табір смерті, у якому за роки війни було знищено 206,5 тисяч чоловік.
У містах організовувались спеціальні зони проживання євреїв — гетто. Разом у Білорусі було створено, за різними даними, від 111 до понад 200, а за даними доктора історичних наук Еммануїла Іоффе — 299 гетто у 277 населених пунктах на довоєнній території БРСР, з яких на сучасній території Білорусі — 238 гетто у 216 населених пунктах. Найбільші гетто були в Мінську, Гродно, Бобруйську, Барановичах, Бресті, Пінську, Слонімі, Гомелі. Євреї підпадали під систематичне цілеспрямоване знищення в межах політики «остаточного вирішення єврейського питання».
З метою боротьби з антинімецьким спротивом нацистами широко застосовувались каральні експедиції. Знищувались цілі райони, що перетворювались на «зони пустель». За час німецької окупації БРСР було проведено понад 140 каральних експедицій. Перша з них — «Прип'ятські болота» — відбулась у липні — серпні 1941 на території Брестської, Мінської, Пінської та Поліської областей. За час операції гітлерівцями було розстріляно 13 788 чоловік. За весь час німецької окупації було знищено 628 населених пунктів разом із жителями, 5295 населених пунктів знищено з частиною жителів.
Найбільшими каральними операціями були «Орел», «Трикутник», «Чарівна флейта», «Котбус», «Герман». У звіті про результати експедиції «Герман» (липень — серпень 1943), проведеної на території Воложинського, Івенецького, Любчанського, Новогрудського та Юратишківського районів, фон Готберг повідомляв у Берлін, що вбито 4280 чоловік, узято в полон 20 944 чоловік, в тому числі 4180 дітей. Німецькими солдатами було реквізовано 3145 курей, 6776 корів, 499 телят, 9571 овець, 1517 свиней та понад 100 сільськогосподарських машин.
Німці часто використовували дітей як донорів крові. Місцеве населення залучалось до розчистки замінованих ділянок, було живим щитом у бойових операціях проти радянських партизан та військ Червоної Армії. Німецькою адміністрацією застосовувалась депортація населення на примусові роботи до Німеччини, Австрії, Франції, Чехії. Таких «добровільних» працівників називали остарбайтерами. З Білорусі було вивезено близько 400 тисяч чоловік. 186 тисяч білорусів загинуло на роботах.
Всі економічні та природні ресурси захоплених районів були оголошені німецькою власністю. Запроваджувалась обов'язкова трудова повинність. Про сутність економічної політики у Східній Європі (включаючи Білорусь) можна судити за вимогами рейхсмаршала Германа Герінга до рейхскомісарів у серпні 1942 року.
|  | Ви направлені туди для того, щоб працювати на добробут нашого народу, а для цього необхідно забирати все можливе. При цьому мені абсолютно байдуже, якщо ви мені скажете, що люди окупованих областей помирають з голоду. Нехай помирають, аби тільки були живими німці. Я зроблю все — я змушу виконати поставки, які на вас покладаю, і якщо ви цього не зможете зробити, тоді я поставлю на ноги органи, котрі за будь-яких обставин витрясуть ці поставки. |

Населення Білорусі мало сплачувати непосильні платежі: 3-4 центнери зерна з гектара, 350 л молока з кожної корови, 100 кг свинини з одного двору, 35 яєць від кожної курки, 6 кг птиці з двору, 1,5 кг вовни з кожної вівці та в середньому 100 карбованців на людину
Всі ці заходи, що проводились німецькою адміністрацією на території Білорусі, сприяли підйому прорадянського руху. З перших днів війни білоруси почали чинити опір німцям. Після запровадження різних обмежень і податків невдоволення серед мирного населення зростало за геометричною прогресією, що дозволило успішно організувати партизанський рух у Білорусі.

## Розвиток партизанського руху

### Перший етап
Перший етап включає період з червня 1941 до листопада 1942 року. На цьому етапі склалась організаційна структура, набув досвіду командний склад і відбулась централізація керівництва партизанським рухом. Основною проблемою у поширенні партизанського руху територією Білорусі була нестача зброї та боєприпасів. Допомоги, яку надсилали з не окупованої частини СРСР, катастрофічно не вистачало.

#### Створення загонів та з'єднань
З перших днів війни почали утворюватись партизанські загони. 22-23 червня 1941 року з'явились перші донесення про партизанські вилазки й диверсії проти німецьких військ у західних районах Білорусі. До кінця червня на окупованій території діяло 4 партизанських загони, у липні — 35, а у серпні — 61. Перші партизанські загони створювались партійними організаціями на місцях, засилались з-за лінії фронту, формувались із числа військовослужбовців-оточенців. Одним з перших партизанських загонів став загін «Червоний Жовтень» під командуванням Федора Павловського й Тихона Бумажкова. Створювались загони в Пінському (командир Корж), Любанському (командир Хоміцевич), Чашницькому (командир Єрмакович) й у Суразькому (загін «Батьки Міная» командир Мінай Шмирьов) районах.
Первинно загін налічував 25-70 чоловік. Поступово йшло зростання загонів до 100—350 чоловік. Зустрічались і доволі великі — до 800 та більше партизан. Очолювали загони командир, комісар і начальник штабу. До складу загону входили 3-4 роти. Кожна з них складалась із 2-3 взводів по 20-30 чоловік. Для виконання спеціальних задач організовувались спеціалізовані групи: диверсійні, розвідувальні, пропагандистські. У всіх загонах діяли партійні та комсомольські організації.
Білоруські партизани, під час вступу до загону, складали присягу. Нижче наведено текст цієї присяги білоруською мовою.
|  | Я, грамадзянін Саюза Савецкіх Сацыялістычных Республік, верны сын гераічнага беларускага народа, прысягаю, што не пашкадую ні сіл, ні самога жыцця для справы вызвалення майго народа ад нямецка-фашысцкіх захопнікаў і катаў і не складу зброі да таго часу, пакуль родная беларуская зямля не будзе ачышчана ад нямецка-фашысцкай пагані. Я клянуся строга і няўхільна выконваць загады сваіх камандзіраў і начальнікаў, строга захоўваць воінскую дысцыпліну і берагчы ваенную тайну. Я клянуся за спаленыя гарады і вёскі, за кроў і смерць нашых жонак і дзяцей, бацькоў і мацярей, за гвалты і здекі над маім народам жорстка помсціць ворагу і безупынна, не спыняняючыся ні перад чым, заўсёды і ўсюды смела, рашуча, дёрзка і бязлітасна знішчаць нямецкіх акупантаў. Я клянуся ўсімі шляхамі і сродкамі актыўна дапамагаць Чырвонай Арміі паўсюдна знішчаць фашысцкіх катаў і тым самым садзейнічаць найхутчейшаму і канчатковаму разгрому крывавага фашызму. Я клянуся, што хутчей загіну ў жорсткім баі з ворагам, чым аддам сябе, сваю сям’ю і беларускі народ у рабства крываваму фашызму. Словы маёй свяшченнай клятвы, сказанай перад маімі таварышамі-партызанамі, я замацоўваю ўласнаручным подпісам — і ад гетай клятвы не адступлю ніколі. Калі ж па сваёй слабасці, трусасці або па злой волі я парушу сваю прысягу і здраджу інтаресам народа, няхахай памру я ганебнай смерцю ад рук сваіх таварышаў. |

На базі окремих партизанських загонів з весни 1942 року почали створюватись партизанські бригади. Зазвичай бригада включала 3-7 загонів загальною чисельністю 1000 й більше чоловік. У Могильовській області бригади називались полками. Керівництво бригади зазвичай складалось із командира, комісара, начальника штабу, заступників командира з розвідки та диверсій, помічника командира із забезпечення та медичної служби, помічника комісара з комсомолу.
Для посилення оперативного керівництва й ефективного виконання бойових завдань 1942 року з числа партизанських бригад і загонів створювались партизанські з'єднання. У січні на території Жовтневого району Поліської області була створена перша бригада — «гарнізон Ф. І. Павловського». У Вітебській області у квітні почала діяти 1-ша Білоруська партизанська бригада — чисельністю 7342 чоловіки — та бригада «Олексія» (пізніше — імені Данукалова).
На 1 серпня на території Білорусі діяло 202 загони загальною чисельністю 20 000 партизан. Зменшення чисельності загонів у порівнянні з 1941 роком пов'язано зі збільшенням загонів.
Під час першого етапу на території Білорусі діяло понад 56 тисяч партизан, що перебували у 417 загонах, було 150 тисяч партизанських резервів. На території БРСР діяло 68 радіостанцій, за допомогою яких 329 загонів могли підтримувати зв'язок із Москвою.

#### Утворення партизанських країв
Упродовж 1941 року партизанами були розгромлені німецькі гарнізони в Слуцьку, Красній Слободі, Любані, Богушевську, Суражі й Холопеничах. З кінця 1941 до березня 1942 року партизанами Кличевського й суміжних районів було розгромлено понад 80 гарнізонів і поліцейських ділянок.
17 січня 1942 року білоруськими партизанами було захоплено перший районний центр — Копаткевичі. 20 березня 1942 був звільнений Кличев та прилегла територія. Постановою Кличевського підпільного райкому партії й виконкому районної Ради депутатів трудящих від 3 квітня оголошувалось, що на території Кличевського району відновлено органи Радянської влади, які цілком здійснювали свої функції. Разом із тим район був оголошений на воєнному стані.
В оперативному зведенні ЦШПР від 16 червня 1942 року зазначалось, що партизани Гомельської області відновили Радянську владу у 103 населених пунктах. Органи Радянської влади були відновлені й у 13 населених пунктах Слуцького району.
У директивах та вказівках ЦШПР підкреслювалась недоцільність затяжних боїв зі стримання звільненої території у тих випадках, коли супротивник має значну перевагу в силах й оборона звільненої території загрожує партизанам повним знищенням. Замість жорсткої позиційної оборони рекомендувалось використовувати маневрену оборону, удари по тилах і флангах супротивника.
До кінця 1942 року під контролем партизан опинились 6 зон, районів та країв.

#### Допомога з радянського запілля
За 1941 рік було підготовлено й направлено до Білорусі загони, організаторські та диверсійні групи, що налічували понад 7200 чоловік.
У січні 1942 року військами Калінінського фронту за взаємодії з партизанами Вітебської області, в тому числі загонами Бірюліна, Дячкова, Шмирєва, Захарова та Воронова, була проведена наступальна операція в районі стику флангів армій груп «Центр» і «Північ». В результаті утворилась проріха довжиною близько 40 км. Обстановкою, що склалась, негайно скористався ЦК КП(б)Б, створивши у березні 1942 року Північно-Західну оперативну групу. Група встановлювала зв'язки з підпільними організаціями й партизанськими загонами, керувала засиланням до глибинних районів Білорусі керівників партизанського руху та партійного підпілля, організаторських груп, окремих загонів, координуючи їх діяльність. Окрім того, група систематично надсилала в тил німців зброю та боєприпаси. З лютого до вересня в «Суразьку браму» було переправлено 40 партизанських загонів та евакуйовано з окупованої частини Білорусі 200 тисяч чоловік. Окрім того, було переправлено 102 організаторські групи й 62 диверсійні групи. За цей же час партизанам було переправлено 11 500 гвинтівок, 6000 автоматів, 1000 кулеметів, 500 протанкових рушниць.
Наприкінці вересня німці, зосередивши значні сили, закрили проріху у своїй обороні, розгадавши її призначення.
Влітку 1942 року керівництво ЦШПР домоглось збільшення кількості літаків, що виділялись для польотів до районів дій партизан. До постачання партизан включилась транспортна авіація Цивільного повітряного флоту, літаки 101-го полку авіації дальньої дії та літаки фронтової авіації Західного, Калінінського та інших фронтів.
Поряд із цим за завданням ЦШПР і ЦК КП(б)Б партизани починають будувати аеродроми, здатні приймати й відправляти двомоторні літаки Ли-2. Перший партизанський аеродром — розміщувався неподалік від Зислова, Любанський район Мінської області — став до строю у липні. Приблизно у цей же час почав діяти кличевський аеродром. Почалось спорудження аеродромів у Бегомльському, Ушацькому та інших районах Білорусі.
У серпні 1942 року до партизанів було переправлено 30 організаторських груп, до завдань яких входило доведення вказівок про підготовку до зими до командирів усіх партизанських бригад і загонів.
Загалом 1942 року було здійснено 168 літако-вильотів до білоруських партизан, при цьому в тил до німців було доставлено 200 спеціалістів з ведення партизанської війни, 118 тонн бойових вантажів і вивезено 180 поранених та хворих.

#### Диверсійна діяльність і спротив

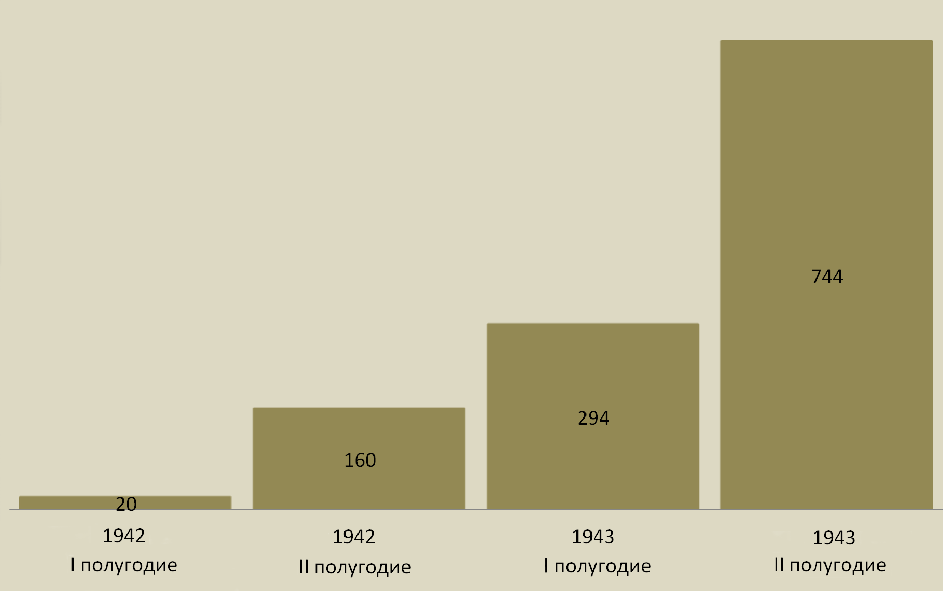
Диверсії білоруських радянських партизанів на залізницях (1942—1943)

20 липня 1941 року німецьке агентство «Трансокеан» повідомило, що білоруські радянські партизани напали на штаб 121-ї піхотної дивізії вермахту, убивши багатьох солдат і офіцерів, в тому числі командира дивізії генерала Ланселя. 24 липня Радінформбюро підтвердило це повідомлення.
У першій половині 1942 року акції партизан (в тому числі й на залізниці) здійснювались за допомогою підручних засобів. Так аварії потягів відбувались шляхом розкручування й розбирання рейок спеціальними клинами.
Німецька залізнична дирекція «Центр» зазначала, що 1942 року було зареєстровано: у січні — лютому — 11 нападів на залізниці, у березні — 27, у квітні — 65, у травні — 145, у червні — 262, а з 1 до 25 липня — 304. За цей час партизанами було підірвано 200 паровозів, виведено з ладу 773 вагони, зруйновано 13 440 м залізничного полотна.
Через нестачу у партизанських загонах вибухових речовин почали працювати так звані «чортові кухні», в яких виплавляли тол. Значна частина спеціалістів-підривників та інструкторів почала приїжджати з-за лінії фронту. У першій половині 1942 року до партизанських загонів було відряджено 33 групи спеціально підготовлених підривників. У березні — вересні білоруські партизани отримали 10 860 мін і 40 т вибухівки, що дозволило активізувати підривну діяльність.
Під час боїв за Сталінград і Північний Кавказ влітку 1942 року різко активізувалась підривна діяльність партизан на залізниці. Головною метою акцій влітку 1942 був зрив перевезень німецьких частин та підкріплень до фронту.
Станом на 1 серпня 1942 року з початку війни партизанами було підірвано та скинуто з рейок 212 потягів з боєприпасами, технікою, пальним та живою силою. За цей період було знищено 59 976 німецьких солдат, 2877 офіцерів та 7 німецьких генералів, розстріляно понад 1260 німецьких агентів, шпигунів та «зрадників».
Восени 1942 німці вжили низки заходів із забезпечення безпеки залізниць та шосейних доріг. Для охорони почали залучатись все нові контингенти військ, незважаючи на можливе послаблення угрупувань, які діяли проти Червоної Армії. Почали будуватись доти і дзоти, встановлюватись сигнальні загородження, обладнуватись мінні поля, вирубуватись ліси у безпосередній близькості від доріг. На крупних залізничних станціях були гарнізони у складі посиленого батальйону, у розпорядженні якого перебували бронедрезини й нерідко бронепотяги. Невеликі станції прикривались силами до роти. Між станціями охорону полотна вели силами до взводу.
25 вересня у донесенні № 22 німецька поліція безпеки та служба СД таким чином оцінювали дії партизан:
|  | Використання мін з метою саботажу набуває у східних областях найширших форм… |

У ніч на 3 листопада було підірвано 137-метровий міст через річку Птіч на залізниці Брест-Гомель. Рух потягів на магістралі Брест-Гомель було припинено на 18 діб. Допомогу в організації та підготовці партизанам надавав ЦШПР. Разом до операції — умовно вона називалась «Луна на Поліссі» — було залучено 16 партизанських загонів, які налічували до 1300 партизан.
1 грудня ЦШПР підбив підсумок диверсійної діяльності партизан. Як зазначалось у звіті, за далеко не повними даними, за період з початку війни й до 1 грудня партизанами Білорусі було перекинуто 1040 залізничних ешелонів німців. У період з 1 червня до 1 грудня 1942 року було перекинуто 804 німецьких ешелони. До звіту увійшли такі відомості про результативність дій партизан: з початку війни й до листопада 1942 року партизани знищили 17 вищих чинів німецької армії, 3010 офіцерів і 91 596 солдат та поліцейських. Тобто у період із серпня до листопада 1942 року партизанами було вбито 10 вищих чинів німецької армії, 133 офіцерів та 31 620 німецьких солдат.
Найбільш результативними у плані бойових дій були такі партизанські з'єднання: бригада Заслонова, бригада Флегонтова, група загонів Козлова, загін Морщиніна, бригади Данукалова, Шмирьова, Короткіна, Дячкова, Сташкевича, Баскакова, Жуніна, загін Пронягіна.

#### Боротьба проти карателів
Починаючи з осені 1941 року німці почали систематично проводитись каральні експедиції, застосовуючи спеціальні каральні частини, а також регулярні частини вермахту. 28 березня 1942 року в боях з карателями поблизу сіл Плати й Куріне Вітебського району відзначився молодий кулеметник партизанського загону Райцева Сильницький. Після багатогодинного бою він прикривав відхід загону вогнем з кулемета. Загинув у нерівному рукопашному бою. У подальшому 6 партизанських загонів Білорусі носили його ім'я.
13 травня 1942 року в Мінську відбулась нарада вищих керівників німецької окупаційної влади, на якій були присутніми генеральний комісар Білорусі гауляйтер Кубе, керівник СС і поліції Ценнер, начальники поліції безпеки й коменданти.
Доповідь про хід боротьби з партизанами зробив головний комендант Білорусі генерал-майор фон Чамер-Остен. Він визнав, що каральні операції проти партизан і цивільного населення користі не приносять, військове та цивільне будівництво цілком паралізовано, застосування проти партизан крупних військових з'єднань не дає помітного успіху. Доповідач дійшов висновку щодо необхідності найбільш серйозного підходу до боротьби з партизанами. Насамкінець Чамер-Остер оголосив, що створюються спеціальні «оперативно-розвідувальні штаби» з керівництва боротьбою з партизанами. На нараді було ухвалено рішення про посилення роботи з руйнування партизанських загонів шляхом засилання спеціально навченої агентури й терористів.
Зазнаючи все більш відчутні втрати, німецька армія тільки посилювала терор, знищуючи населення Білорусі. Нижче наведено витримки з листів і щоденників німецьких солдат
|  | Пункт за пунктом спалюється у цій місцевості, а спокою все ж немає… Жінки й дівчата — наче загартовані воїни… |

|  | О 5.30 вибухнула міна, потяг зазнав аварії. О 9 годині повісили п’ятьох заручників, двох чоловіків і трьох жінок, з них двох дівчат по 14 років |

|  | Тепер я не прагну у відпустку, оскільки поїздка звідси є вкрай небезпечною. З останніми, хто звідси поїхав, вийшло дуже зле. Дорогою довелось стати до бою. Думаю, що більшості з них не доведеться більше прохати про відпустку. Вони отримали її навічно |

#### Агітація та пропаганда
У березні 1942 року було здійснено кільцевий санний рейд партизан з метою розширення партизанського руху. В ньому брало участь понад 400 партизан Мінської, Поліської та Пінської областей. В ході рейду були розгромлені численні опорні пункти німців, а також проведено велику агітаційно-пропагандистську роботу серед місцевого населення, що прискорило створення партизанської зони.
У період з червня до листопада тільки у Вітебській області було розповсюджено понад 6 мільйонів примірників листівок і газет.
9 серпня 1942 року ЦК КП(б)Б надіслав листа командирам і комісарам партизанських загонів, усім партизанам і партизанкам Білорусі, у якому закликав їх до активізації бойових дій в тилу супротивника. Зокрема, в документі йшлося про активізацію диверсійної діяльності на залізниці.
|  | Війська і танки противника на полі бою є силою; будучи в ешелонах, вони беззахисні й можуть бути знищеними групою партизан шляхом влаштування аварії та розгрому, знищення потягу… |

Важливу роль у донесенні цього наказу всім партизанським загонам відіграв загін «Бойовий» під командуванням Флегонтова. 21 серпня 1942 року загін, що складався з 127 вершників, перетнув лінію фронту в районі «Суразької брами» за сприяння з боку співробітників Північно-Західної групи й ЦК КП(б)Б. Рейд тривав до 11 жовтня 1942 року. Загін з боями пройшов близько 600 км. Виконуючи поставлене завдання, загін Флегонтова передав лист ЦК КП(б)Б 13 партизанським бригадам і 10 окремим бригадам, що діяли на території Вітебської, Могильовської та Мінської областей.
У повідомленнях німецької поліції безпеки та СД про діяльність партизан у Білорусі за період з січня до червня 1942 року містились доволі безрадісні для німців констатації.
|  | Дезорганізаційна робота комуністів у Білорусі збільшується… |

|  | Є небезпека, що зайняті партизанами області не вдасться включити до весняних польових робіт. З іншого боку, вся худоба, усе продовольство й запаси весіннього зерна потраплять до партизанів… |

|  | Активність партизан у Білорусі набуває все більш загрозливого характеру |

У грудні 1942 року ЦК КП(б)Б ухвалив рішення про випуск газет у кожній області, в тому числі й у 50 районах.

#### Взаємодія з місцевим населенням
Населення активно допомагало партизанам продуктами харчування, одягом, збиранням та ремонтом зброї. Наприклад, жителі Могильова з весни 1942 до березня 1943 року передали партизанам міномет, 50 кулеметів, 40 автоматів, 300 пістолетів, 2000 гранат, 200 кг толу й понад 100 тисяч набоїв.
Цікавий той факт, що масової підтримки окупаційних сил серед білоруського населення не було. Про це свідчить заява міністра окупованих східних територій Розенберга:
|  | В результаті 23-річного панування більшовиків населення Білорусі такою мірою заражене більшовицьким світоглядом, що для місцевого самоврядування немає ані організаційних, ані персональних умов. Позитивних елементів, на які можна було б спиратись, у Білорусі не виявлено |

#### ЦШПР і БШПР
Для координації партизанської діяльності 30 травня 1942 року було підписано наказ про створення Центрального штабу партизанського руху (ЦШПР) при Ставці Верховного Головнокомандування. Першим керівником штабу став Пантелеймон Пономаренко.
9 вересня 1942 року було створено Білоруський штаб партизанського руху (БШПР). Його очолив Калінін. Зі створенням БШПР Північно-Західна група ЦК КП(б)Б була ліквідована. В оперативному сенсі БШПР підпорядковувався ЦШПР, що дозволяло забезпечити єдність їхньої оперативної роботи, не позбавляючи певної самостійності.
До 1 грудня 1942 року ЦШПР постійно підтримував зв'язок із 417 загонами.

### Другий етап
Другий етап включав період з листопада 1942 до грудня 1943 року. Чисельність партизан збільшилась у 2,7 рази та склала близько 153 тисяч чоловік. Діяло близько 998 партизанських загонів. Партизанські людські резерви налічували понад 100 тисяч чоловік. Почали організовуватись партизанські зони. Організовувались зональні партизанські з'єднання, які вирішували значні бойові задачі у взаємодії з військами Червоної Армії.
Наприкінці 1943 року білоруські партизани контролювали 108 тисяч км², або 58,4 % окупованої території республіки, в тому числі близько 37,8 тисяч км² було очищено від німецьких військ цілком.

### Третій етап
Третій етап є заключним в історії партизанського руху в Білорусі. Тривав цей етап з грудня 1943 до липня 1944 року. На цьому етапі організація бойової взаємодії партизанських загонів, бригад і з'єднань, а також підпільників та військ Червоної Армії сягнула найвищого рівня.